# 每日时报 (尼日利亚)
《每日时报》（英語：Daily Times）是非洲国家奈及利亞发行的一份英文报纸，创办于1925年。